# Gallina extremeña azul
La gallina extremeña azul es una raza de gallina española autóctona de Extremadura. Es un ave de tipo intermedio entre las de tipo mediterráneo y las de tipo atlántico, algo más ligera que las semipesadas. Tiene pluma lisa, cresta simple y tarsos desnudos. 

## Origen
La raza “Extremeña Azul” comenzó a configurarse como tal en la década de los años 80 de siglo XX. En 1991 la Junta de Extremadura inició un programa de recuperación de la Gallina “Extremeña Azul”.
Por sus bajos requerimientos alimenticios, se ha criado tradicionalmente en libertad en los cortijos. Su rusticidad es la característica más apreciada, se evidencia en su resistencia a las enfermedades, sus bajos requerimientos nutricionales, su capacidad para pastar y depredar, y su buen comportamiento maternal.

## Datos morfológicos
Ave intermedia entre las de tipo mediterráneo y las de tipo atlántico. Es de pluma lisa, cresta simple y tarsos desnudos. Tiene tres variedades de color de plumaje: gris, blanco sucio (blanco salpicado de gris o negro) y negro (con irisaciones verdes). Sus rasgos distintivos son el color de plumaje del heterocigoto (gris), el de las orejillas (rojas o con predominio del color rojo sobre el blanco, con la edad puede aumentar la cantidad de blanco) y el de los tarsos (verdes y piel amarilla), y también el color del huevo (moreno claro con tonalidad rosada o marfileña).

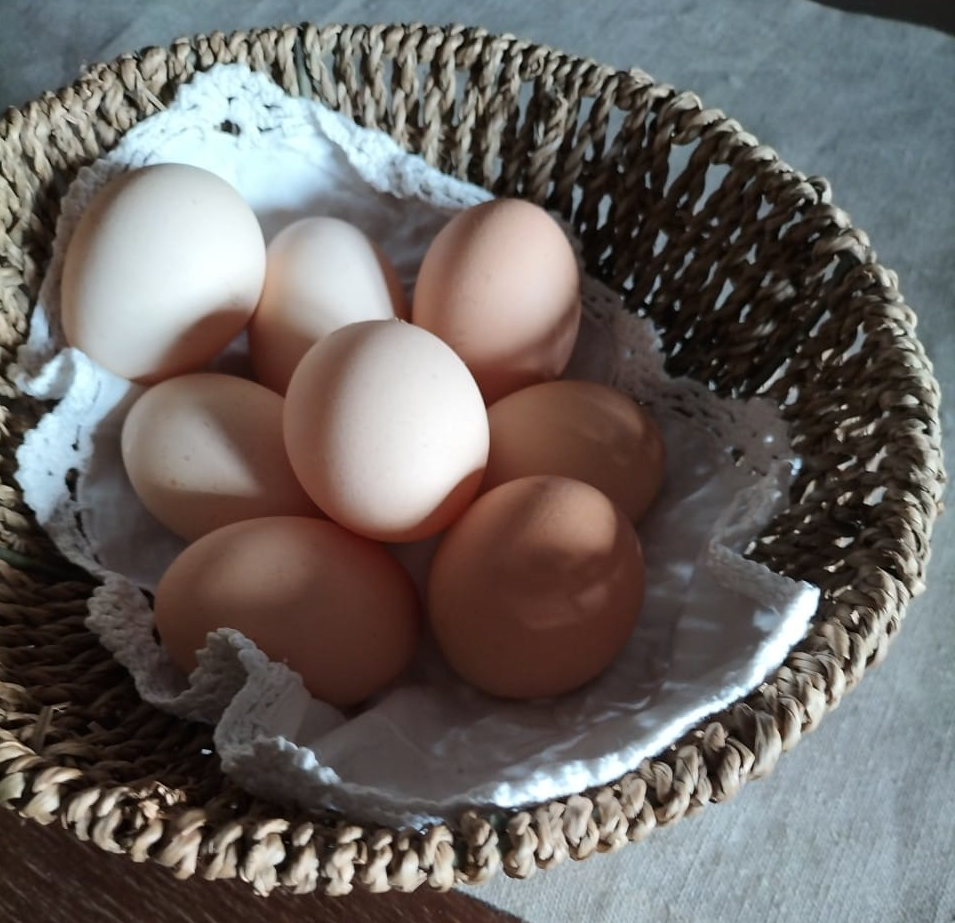
Huevos de gallina extremeña azul

## Características
- Plumaje: tres variedades de color (gris, blanco sucio y negro).[3]
- Huevos: de 53 g mínimo, con la cáscara de color moreno claro con tonalidad rosada o marfileña.[2]
- Peso: gallo de 2,5 a 4,2 Kg – gallina de 1,3 a 3,2 Kg.[3]

En 2022 había censadas 1 195 aves, en 33 ganaderías. 1 096 ejemplares en Extremadura, con 30 ganaderías. Y una ganadería en Cataluña, Castilla y León y Castilla-La Mancha.

## Programa de cría

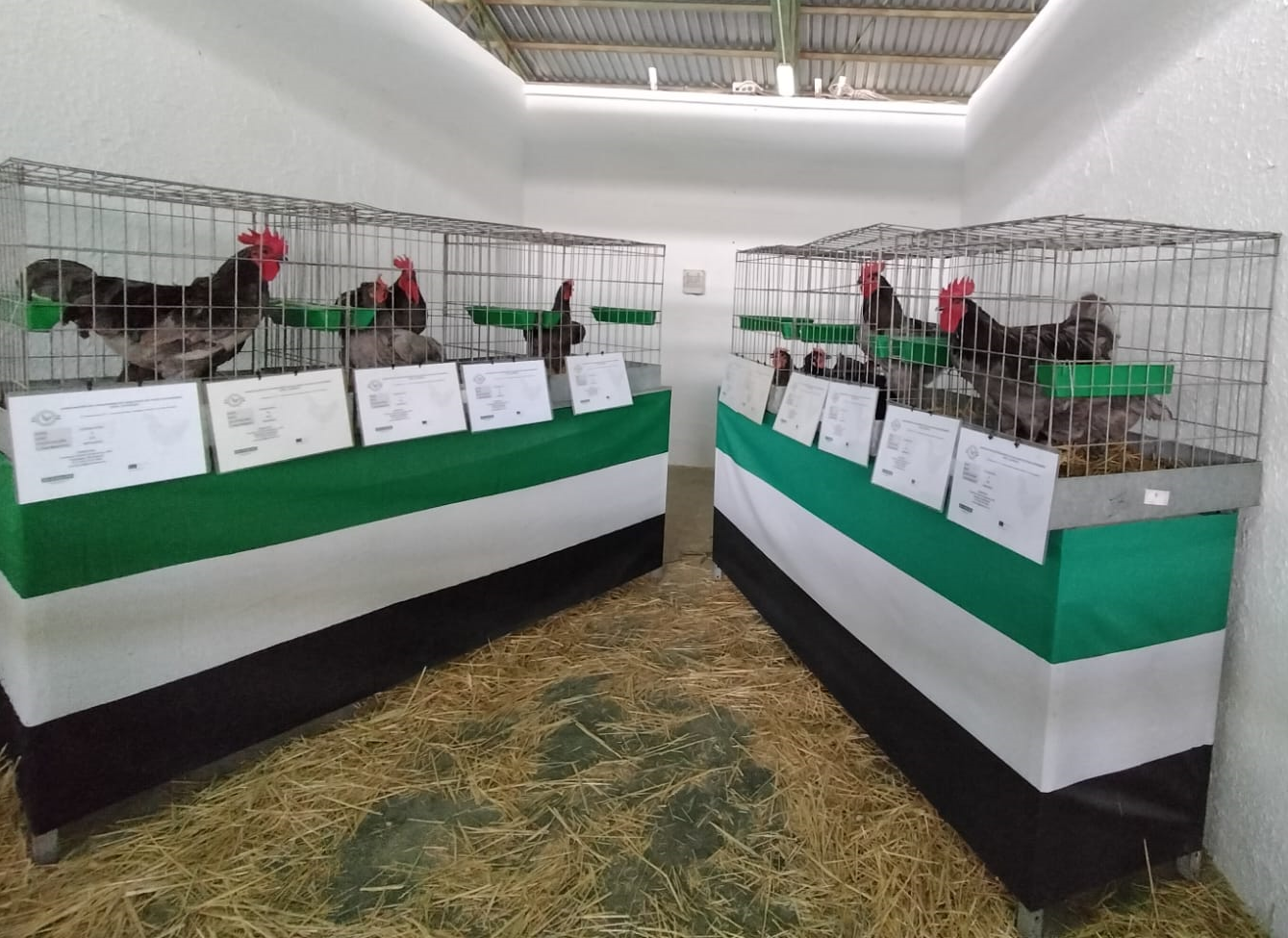
Extremeña azul en la Feria de Don Benito

En 2017 inició la senda de su recuperación y expansión. Ese año entró a formar parte Catálogo Oficial de Razas de Ganado de España y en 2021 consiguió el logotipo de Raza 100% Autóctona del Ministerio de Agricultura, Pesca y Alimentación (MAPA) para la carne, huevos y productos elaborados procedentes de esta raza.
En el año 2020 la Junta de Extremadura aprobó el Programa de Cría de la Gallina Extremeña Azul, raza autóctona en peligro de extinción. La finalidad del programa, que tiene aplicación en España y Portugal, es la conservación de la raza.